# Hauberk

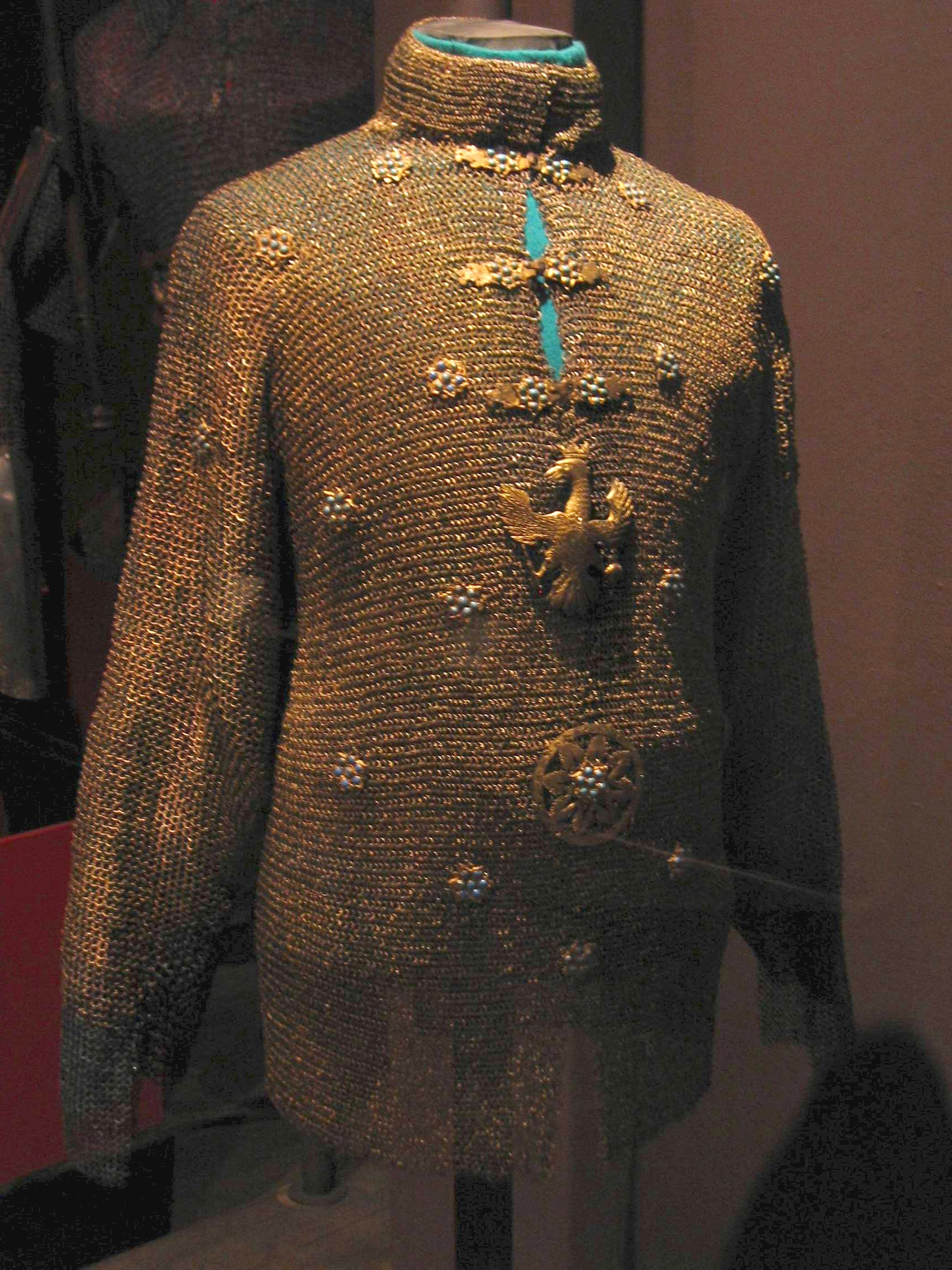
Um hauberk de cerimónia do século XVII, do rei João II Casimiro da, fabricado na Transilvânia

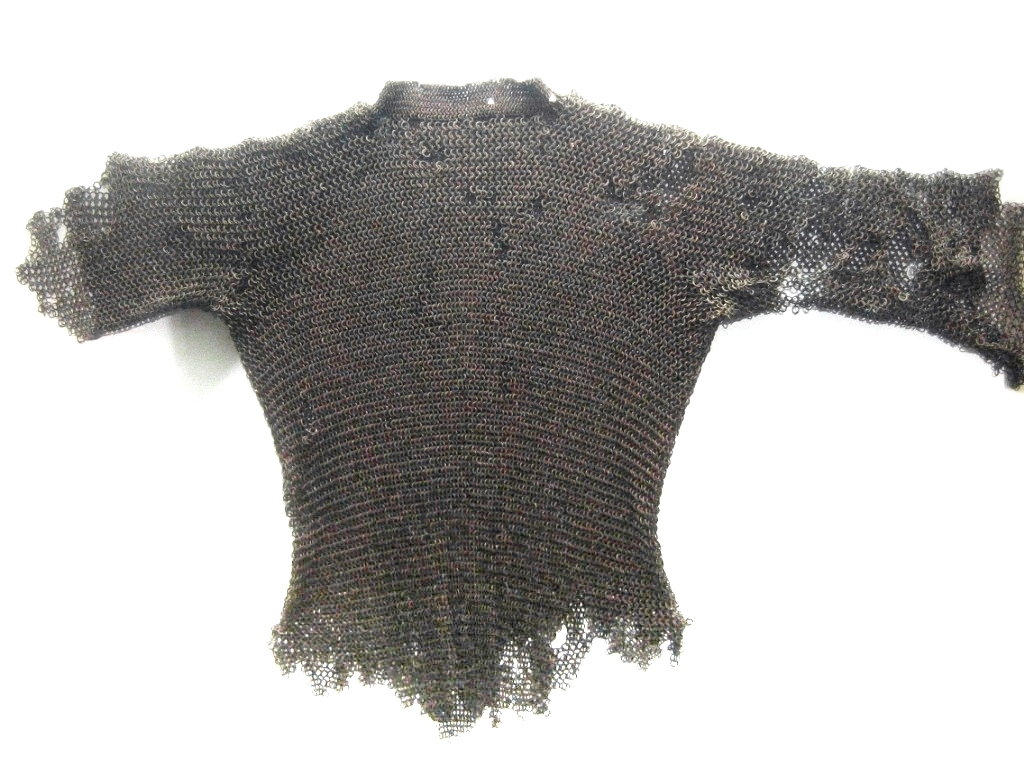
Um haubergeron dum soldado normando usado na batalha de Hastings (1066), em exposição num museu de Bayeux

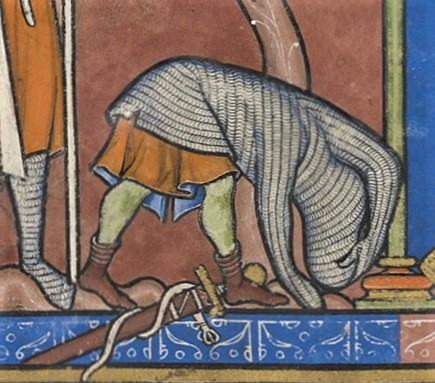
Iluminura da Bíblia Morgan (século XIII) intitulada "David rejeita uma armadura a que não está acostumado", que mostra de forma realista como despir um hauberk

Hauberk (ou holberc em grafias mais antigas; haubert em francês e usbergo em italiano), que em português é por vezes traduzido por cota de malha ou lorigão,[a] é a designação de origem frâncica dada a camisas de cota de malha, geralmente com mangas e que chegava até ao meio das coxas. As versões mais curtas, com mangas mais pequenas, são geralmente chamadas haubergeon ou haubergeron (hauberk pequeno), mas por vezes ambos os termos são usados para designar a mesma peça de vestuário protetor. Em sentido mais lato, é também a designação genérica de armaduras de cota de malha.

## Descrição
O hauberk é tipicamente um tipo de armadura de cota de malha confecionada com laços de metal entrelaçados que são tecidos em forma de túnica ou camisa. As mangas por vezes só chegam ao cotovelo, mas frequentemente cobrem todo o braço, algumas chegando a cobrir as mãos, que é protegida por uma luva de couro suave. Por vezes incluíam luvas de cota de malha para as mãos. Geralmente descia até às coxas ou ao joelho, com uma divisão atrás e à frente na virilha, a fim de permitir que quem o usasse pudesse montar um cavalo. Alguns tinham ainda um capuz ou touca.

## História
O termo hauberk ou holberc tem origem germânica, possivelmente do frâncico halsberg, que originalmente designava uma pequena peça de cota de malha que protegia (bergen significa literalmente "dar proteção, guardar, resgatar") a garganta e o pescoço (hals). O autor romano Marco Terêncio Varrão atribuiu a invenção da cota de malha aos Celtas. O exemplar ainda existente mais antigo foi encontrado em Ciumeşti, no que é hoje a Roménia e data do século IV ou V a.C. Os exércitos romanos adotaram uma tecnologia similar, a lorica hamata depois da encontrarem. As armaduras de cota de malha espalharam-se pela bacia do Mediterrâneo com a expansão romana e foi rapidamente adotada por praticamente todas as culturas do mundo que usavam o ferro, à exceção dos Chineses. Estes raramente a usaram, apesar de terem estado fortemente expostos a ela por parte de outras culturas.
O hauberk com bainha e mangas curtas pode ter tido origem no mundo islâmico medieval. A tapeçaria de Bayeux (século XI) mostra soldados normandos envergando uma versão de hauberk que chega até aos joelhos, com mangas que cobrem três quartos dos braços e uma divisão na bainha para a virilha. Este tipo de armadura era bastante dispendiosa em materiais (fio de ferro) e tempo e perícia requeridos para o fabrico, pelo que os soldados comuns a pé raramente eram equipados com ele.
O hauberk guardado na Catedral de São Vito, em Praga, datado do século XII, é um dos exemplares mais antigos da Europa Central ainda preservados e supostamente pertenceu a São Venceslau. Na Europa, os hauberks foram usados até ao século XIV, quando as armaduras de placas começaram a suplantá-los. Em algumas partes da Ásia Central foram usados até mais tarde. No Japão, uma forma de hauberk chamado  kusari katabira era usado frequentemente pelos samurais e os subordinados.
Na bíblia hebraica, o shiryon, traduzido como "habergeon" ou "casaco de cota de malha", é mencionado como parte da armadura de Neemias e como uma das peças da armadura dos soldados do rei Uzias. Golias também estava equipado com uma "cota de malha", que pesava shequéis, quando defrontou David.